# Silver Lake (hrabstwo Warren)
Silver Lake – jednostka osadnicza w Stanach Zjednoczonych, w stanie New Jersey, w hrabstwie Warren.